# Skaw
Skaw (in gaelico scozzese Scáth) è un villaggio dell'isola di Unst nelle Isole Shetland (Scozia), è il villaggio più a nord di tutto il Regno Unito. Il punto geografico più a nord risulta invece essere l'isolotto di Out Stack, disabitato.
Durante la seconda guerra mondiale, la Royal Air Force costruì una stazione radar parte del piano di difesa "Chain Home", a cui si aggiunse una difesa costiera della Home Guard contro possibili spedizioni U-Boot (soprattutto dopo l'invasione tedesca della Norvegia) e una Chain Home Low della RAF Saxa Vord che entrò nel programma ROTOR.

È raggiungibile tramite la strada B9087 che arriva fino a Symbister il centro più grande dell'isola da dove partono i traghetti per Laxo e Vidlin nell'isola di Mainland o tramite il piccolo aeroporto di Whalsay, costruito anch'esso dalla RAF durante la seconda guerra mondiale.

L'edificio più importante del villaggio è The Haa che è anche l'edificio più a nord di tutto il Regno Unito ed è un cottage dove visse tutta la vita Walter Sutherland, ultima persona parlante il norn, lingua imparentata con l'islandese, il norvegese e il faroese.

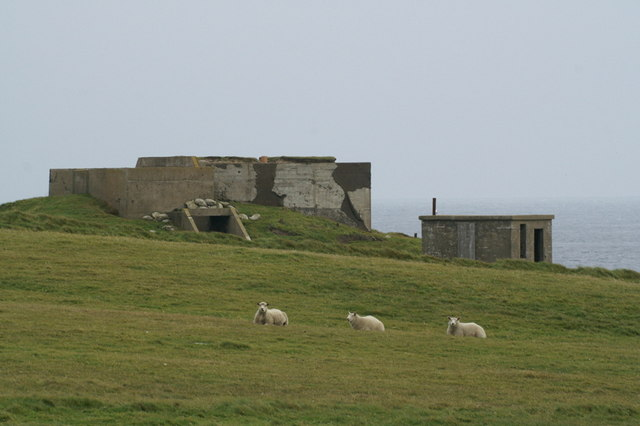
Resti degli edifici della RAF costruiti nel 1940.

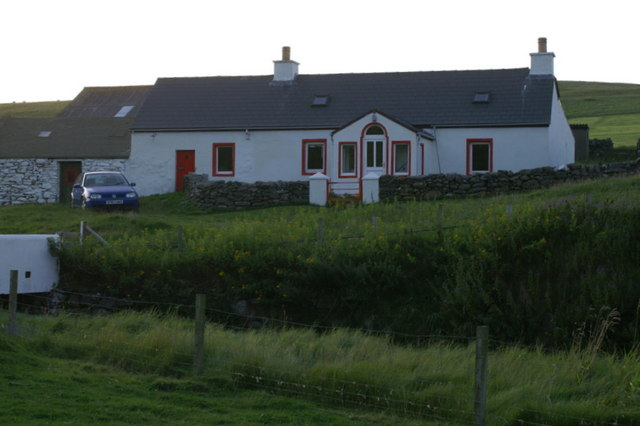
The Haa, edificio più a nord del Regno Unito e casa dove visse per tutta la vita Walter Sutherland, ultimo parlante norn.

## Distanze
- Symbister 8 km
- Lerwick 48 km
- Aberdeen 378 km
- Edimburgo 609 km
- Londra 1.387 km